# Trophée du meilleur gardien du championnat d'Angleterre de football

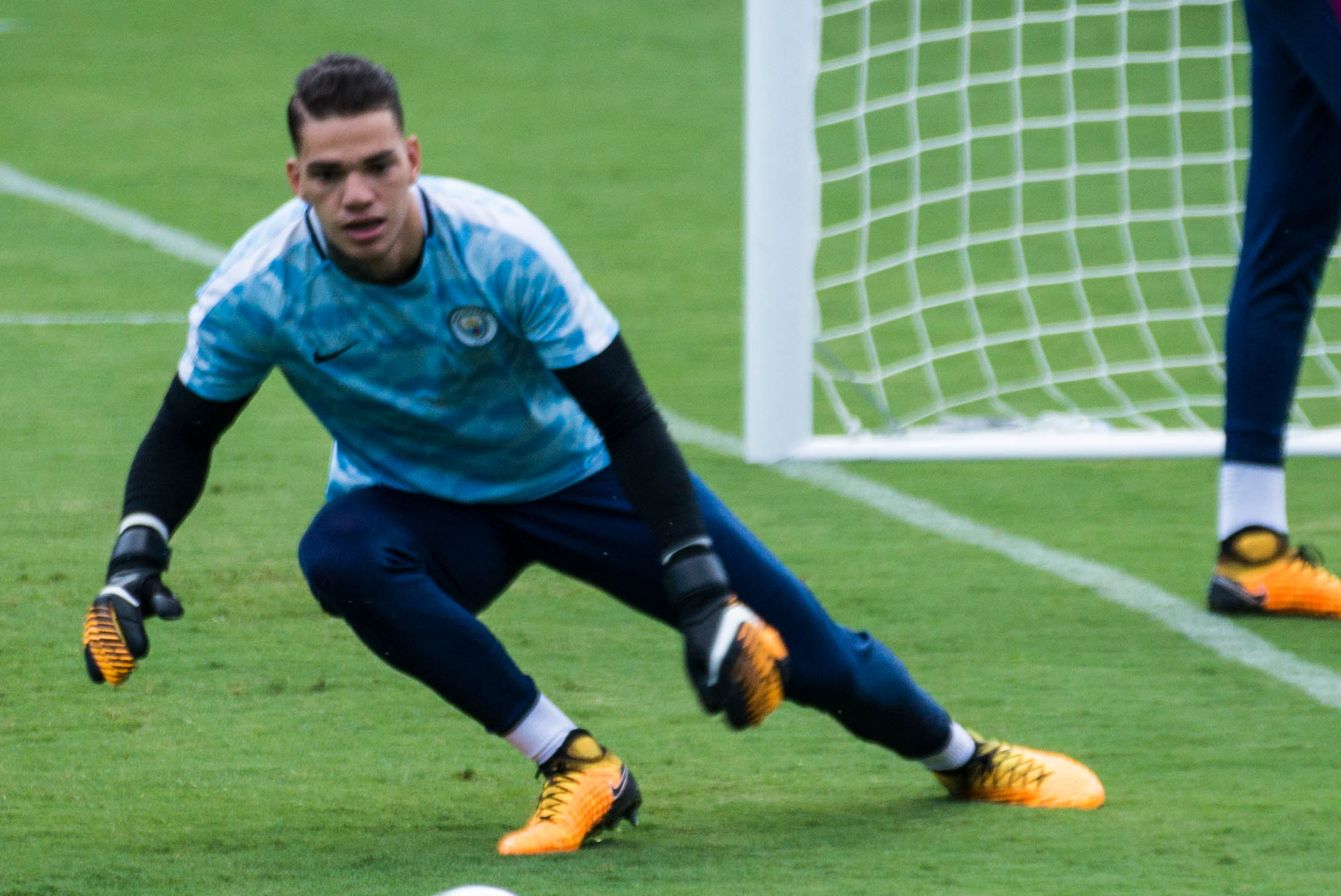
Ederson, vainqueur du trophée en 2020 et 2021, à l'échauffement avant un match entre Manchester City et Tottenham Hotspurs au Nissan Stadium de Nashville, Tenesse, USA, en 2017

Le trophée du meilleur gardien du championnat anglais (de l'anglais, « Premier League Golden Glove ») est un trophée officiel décerné chaque année à un gardien du championnat d'Angleterre de football. Il récompense le gardien ayant joué le plus de matchs de championnat sans concéder de buts pendant la saison.

## Palmarès
| Joueur/équipe (X) | Indique le nombre de fois que le joueur et un club ont remporté le trophée.     |
| Gras              | Indique si le joueur a également remporté le titre de champion cette saison-là. |

| Saison    | Joueur                | Club                  | Matchs sans but encaissé |
| --------- | --------------------- | --------------------- | ------------------------ |
| 2004-2005 | Petr Čech             | Chelsea FC            | 25                       |
| 2005-2006 | Pepe Reina            | Liverpool FC          | 20                       |
| 2006-2007 | Pepe Reina (2)        | Liverpool FC (2)      | 19                       |
| 2007-2008 | Pepe Reina (3)        | Liverpool FC (3)      | 18                       |
| 2008-2009 | Edwin van der Sar (1) | Manchester United     | 21                       |
| 2009-2010 | Petr Čech (2)         | Chelsea FC (2)        | 17                       |
| 2010-2011 | Joe Hart              | Manchester City       | 18                       |
| 2011-2012 | Joe Hart (2)          | Manchester City (2)   | 17                       |
| 2012–2013 | Joe Hart (3)          | Manchester City (3)   | 18                       |
| 2013–2014 | Petr Čech (3)         | Chelsea FC (3)        | 16                       |
| 2013–2014 | Wojciech Szczęsny (1) | Arsenal FC            | 16                       |
| 2014–2015 | Joe Hart (4)          | Manchester City (4)   | 14                       |
| 2015–2016 | Petr Čech (4)         | Arsenal FC (2)        | 16                       |
| 2016–2017 | Thibaut Courtois      | Chelsea FC (4)        | 16                       |
| 2017–2018 | David de Gea          | Manchester United (2) | 18                       |
| 2018–2019 | Alisson (1)           | Liverpool FC (4)      | 21                       |
| 2019-2020 | Ederson               | Manchester City (5)   | 16                       |
| 2020-2021 | Ederson (2)           | Manchester City (6)   | 19                       |
| 2021-2022 | Alisson (2)           | Liverpool FC (5)      | 20                       |
| 2022-2023 | David de Gea (2)      | Manchester United (3) | 16                       |
| 2023-2024 | David Raya            | Arsenal FC (3)        | 16                       |
| 2024–2025 | Matz Sels             | Nottingham Forest     | 13                       |
| 2024–2025 | David Raya (2)        | Arsenal FC (4)        | 13                       |